# ۶۵۷ (پیش از میلاد)
۶۵۷ (پیش از میلاد) ۶۵۷مین سال قبل از تقویم میلادی است.